# Pfarrkirche Niedernondorf

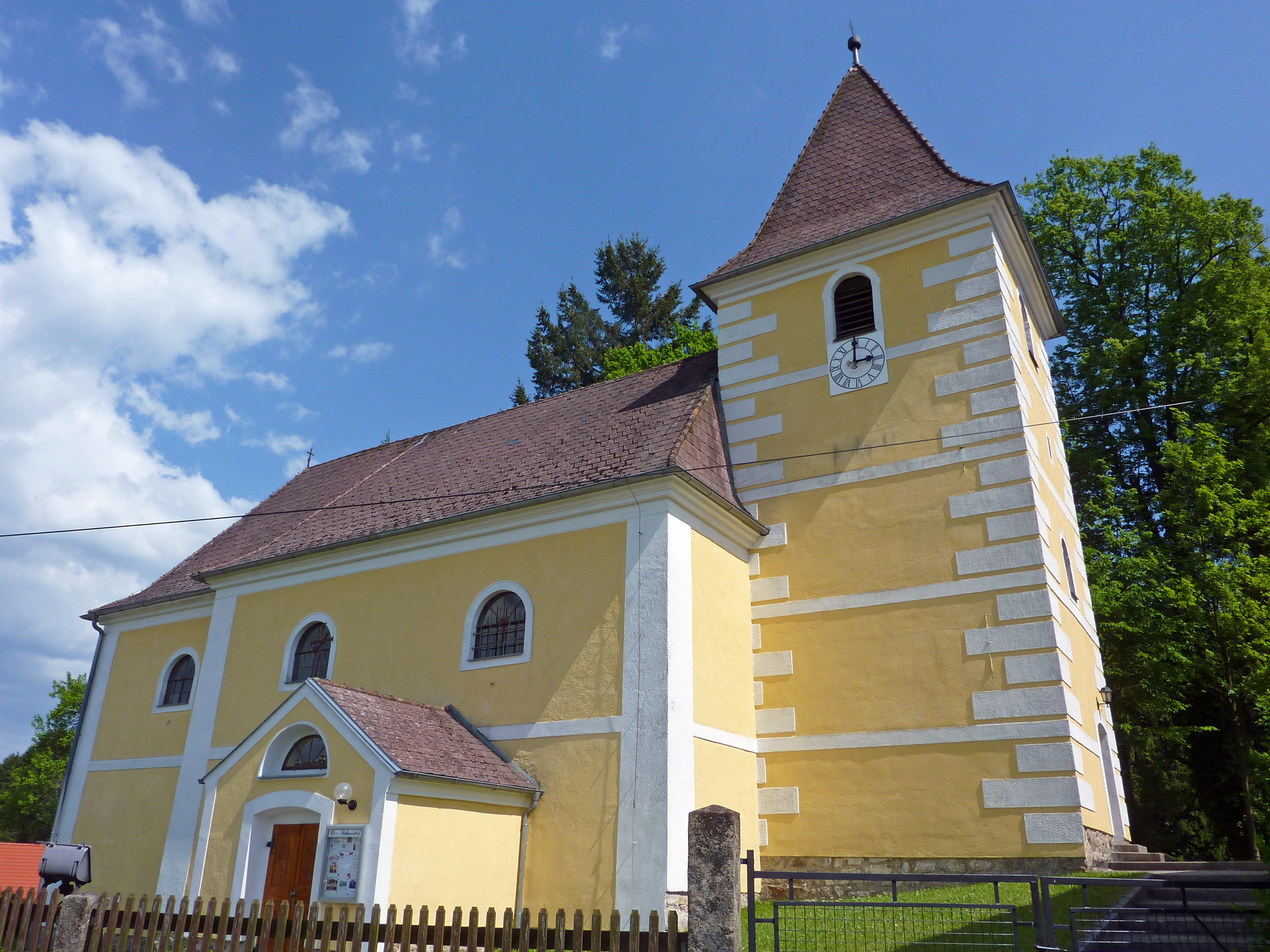
Pfarrkirche hl. Nikolaus in Niedernondorf

Die römisch-katholische Pfarrkirche Niedernondorf steht in der Ortschaft Niedernondorf in der Gemeinde Waldhausen im Bezirk Zwettl in Niederösterreich. Sie ist dem heiligen Nikolaus geweiht und liegt im Dekanat Zwettl im Viertel ober dem Manhartsberg der Diözese St. Pölten. Das Bauwerk steht unter Denkmalschutz (Listeneintrag).

## Lagebeschreibung
Die Kirche steht auf einer Anhöhe im Süden des Ortes Niedernondorf gegenüber dem Schloss.

## Geschichte
Die Kirche war ursprünglich ein mittelalterlicher Bau. Die Kirche wurde urkundlich 1407 zur Pfarrkirche erhoben. In den Jahren 1674 bis 1676 wurde die Kirche unter Beibehaltung des frühgotischen Kirchturmes nach Plänen von Georg Wolff neu errichtet. Bis in die 1970er Jahre stand die Kirche immer unter dem Patronat des jeweiligen Schlossherren auf Schloss Niedernondorf.

## Architektur

### Kirchenäußeres
Der Westturm der Kirche stammt im Kern aus dem 14. Jahrhundert. Die Fassade, die Schallfenster und der Pyramidenhelm stammen aus den Jahren 1674 bis 1676. Das Langhaus ist kurz und der Rechteckchor ist einspringend. Nördlich schließt ein Sakristeianbau an den Chor an. Das Nordportal ist barock und weist einen gesprengten Giebel auf. Das Nordportal aus dem Jahr 1675 stammt von Steinmetz Jakob Obermair.

### Kircheninneres
Das Langhaus der Kirche ist zweijochig und stichkappentonnengewölbt das auf Pilastern mit kräftig vortretenden Kapitellen ruht. Die Orgelempore ist flachbogenunterwölbt. Der Chor ist kreuzgratgewölbt.

## Ausstattung
Der Hochaltar wurde urkundlich 1675 von Hans Bair geschaffen und aufgestellt. Es handelt sich hierbei um eine Säulenretabel aus Holz mit seitlichen Schwibbögen. Er wurde in späterer Zeit marmoriert. Das Altarbild zeigt die Szene Mariä Himmelfahrt. Es ist stark übermalt. Die bemerkenswerten barocken Seitenfiguren stellen den heiligen Nikolaus und den heiligen Paulus dar. Sie wurden von Mathias Sturmberger geschaffen. Das ovale Aufsatzbild zeigt die Heiligste Dreifaltigkeit. Das Bild wird von den Figuren der Heiligen Michael und Raphael flankiert. Der Tabernakel wurde Mitte des 18. Jahrhunderts geschaffen.
Es gibt außerdem zwei neobarocke Seitenaltäre. Die Kanzel ist aus dem Jahr 1833. Die beiden ehemaligen Altarbilder „Enthauptung des heiligen Johannes“ und der heiligen Maria Magdalena stammen vom Ende des 17. Jahrhunderts. Die gotische Madonnenstatue wurde um 1420 geschaffen und 1966 restauriert. Heute befindet sie sich in Verwahrung.

## Orgel
Die Orgel stammt aus dem Jahr 1840 von Benedikt Latzl.

## Geläut
Eine Glocke wurde 1703 von Mathias Prininger gegossen, eine weitere 1735 von Ferdinand Drackh.